# Parkside (Saskatchewan)
Parkside es un pueblo canadiense situado en la provincia de Saskatchewan.

## Superficie
Parkside tiene una superficie de 0,72 km².

## Demografía
En 2021, tenía 132 habitantes, una densidad poblacional de 184,3 hab./km², y 67 viviendas.